# Фінал кубка Німеччини з футболу 1937
Фінал Кубка Німеччини з футболу 1937 — фінальний матч розіграшу кубка Німеччини сезону 1937 відбувся 9 січня 1938 року. У поєдинку зустрілися гельзенкірхенське «Шальке 04» та дюссельдорфська «Фортуна». Перемогу з рахунком 2:1 здобув «Шальке 04».
| Володар Кубка Німеччини 1937 |
| ---------------------------- |
|                              |
| «Шальке 04» Перший титул     |

## Учасники
| Клуб        | Участей | Роки (жирним виділено перемоги) |
| ----------- | ------- | ------------------------------- |
| «Шальке 04» | 2       | 1935, 1936                      |
| «Фортуна»   | дебют   | дебют                           |

## Шлях до фіналу
| Раунд                                                   | Противник                   | Рахунок |
| ------------------------------------------------------- | --------------------------- | ------- |
| Перший раунд                                            | «Кікерс» (Франкенталь) (Г)  | 3–1     |
| 1/16                                                    | «Рот-Вайс» (Обергаузен) (Д) | 3–1     |
| 1/8                                                     | «Айнтрахт» (Брауншвейг) (Г) | 1–0 дч  |
| 1/4                                                     | «Берлінер 1892» (Д)         | 3–1     |
| 1/2                                                     | «Вальдгоф» (Д)              | 2–1     |
| (Д) = Вдома; (Г) = У гостях; (Н) = На нейтральному полі |                             |         |

| Раунд                                                   | Противник            | Рахунок |
| ------------------------------------------------------- | -------------------- | ------- |
| 1/16                                                    | «Карлсруе ФФ» (Г)    | 2–0     |
| 1/8                                                     | «Гольштайн Кіль» (Д) | 2–1     |
| 1/4                                                     | «Гарта» (Д)          | 4–1     |
| 1/2                                                     | «Дрезднер» (Д)       | 5–2     |
| (Д) = Вдома; (Г) = У гостях; (Н) = На нейтральному полі |                      |         |

## Матч

### Деталі
| 9 січня 1938 |

| Шальке 04                 | 2:1      | Фортуна (Дюссельдорф) |
| ------------------------- | -------- | --------------------- |
| Кальвіцький 46' Шепан 47' | Протокол | Янес 83' (пен.)       |

| Рейн Енергі Штадіон, Кельн Глядачів: 72 000 Арбітр: Ганс Граблер |

|  |  |

| В                |  | Ганс Клодт        |
| З                |  | Ганс Борнеманн    |
| З                |  | Ернст Зонтов      |
| ПЗ               |  | Вальтер Берг      |
| ПЗ               |  | Отто Тібульський  |
| ПЗ               |  | Рудольф Геллеш    |
| Н                |  | Адольф Урбан      |
| Н                |  | Ернст Куцорра (к) |
| Н                |  | Ернст Портген     |
| Н                |  | Фріц Шепан        |
| Н                |  | Ернст Кальвіцький |
| Головний тренер: |  |                   |
| Ганс Шмідт       |  |                   |

| В                |  | Віллі Пеш (к)         |
| З                |  | Бернгард Клут         |
| З                |  | Пауль Янес            |
| ПЗ               |  | Едмунд Чайка          |
| ПЗ               |  | Якоб Бендер           |
| ПЗ               |  | Пауль Мель            |
| Н                |  | Станіслаус Коберський |
| Н                |  | Фелікс Зволановський  |
| Н                |  | Ганс Гайбах           |
| Н                |  | Віллі Вігольд         |
| Н                |  | Ернст Альбрехт        |
| Головний тренер: |  |                       |
| Карл Флінк       |  |                       |